# Castello di Prugg
Il castello di Prugg (Schloss Prugg in tedesco) si trova nel comune austriaco di Bruck an der Leitha nell'omonimo distretto, in Bassa Austria, e le sue prime strutture risalgono al XII secolo.

## Storia

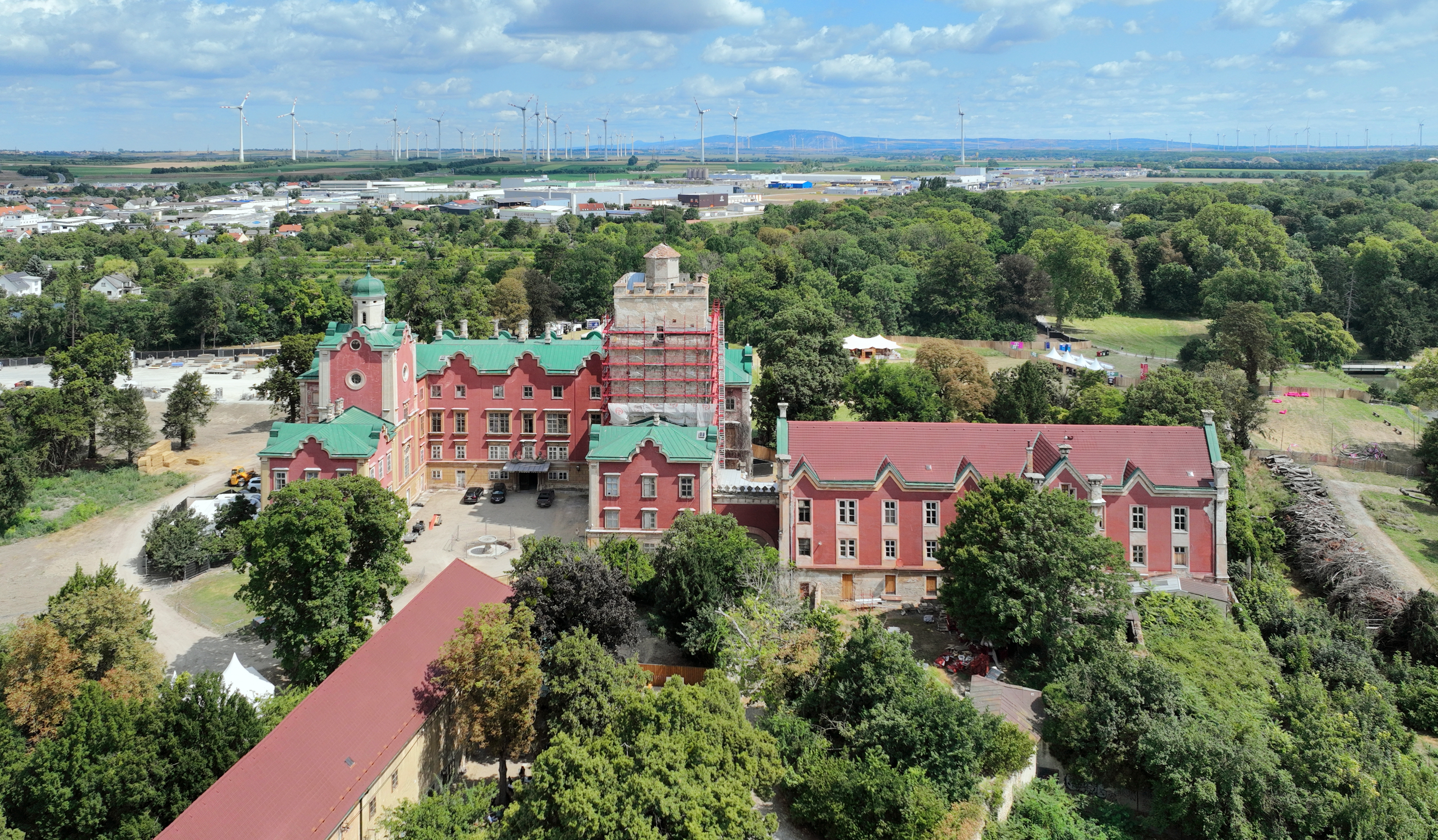
Veduta aerea del castello di Prugg

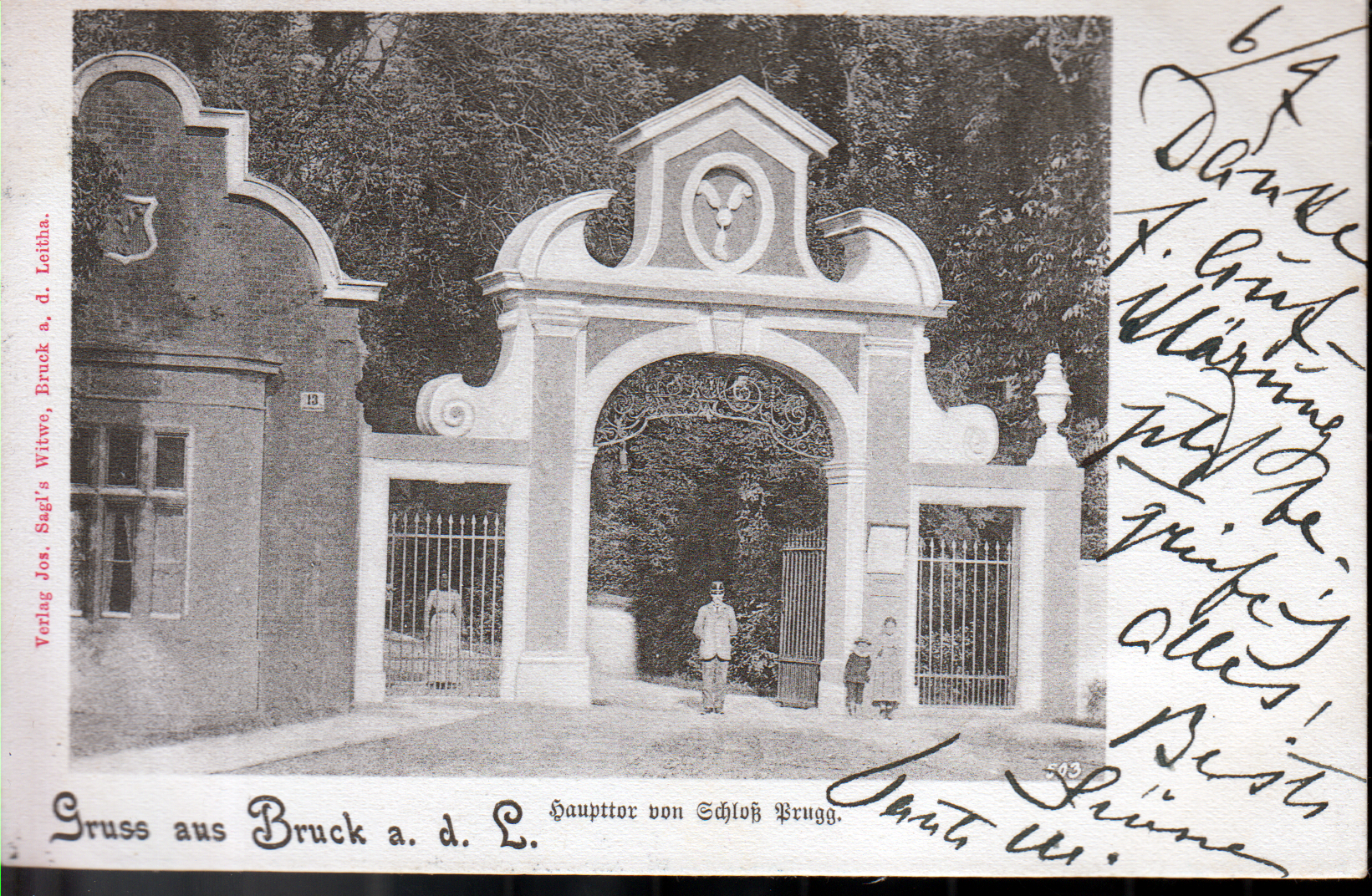
Cancello principale del castello di Prugg in una cartolina illustrata del 1903

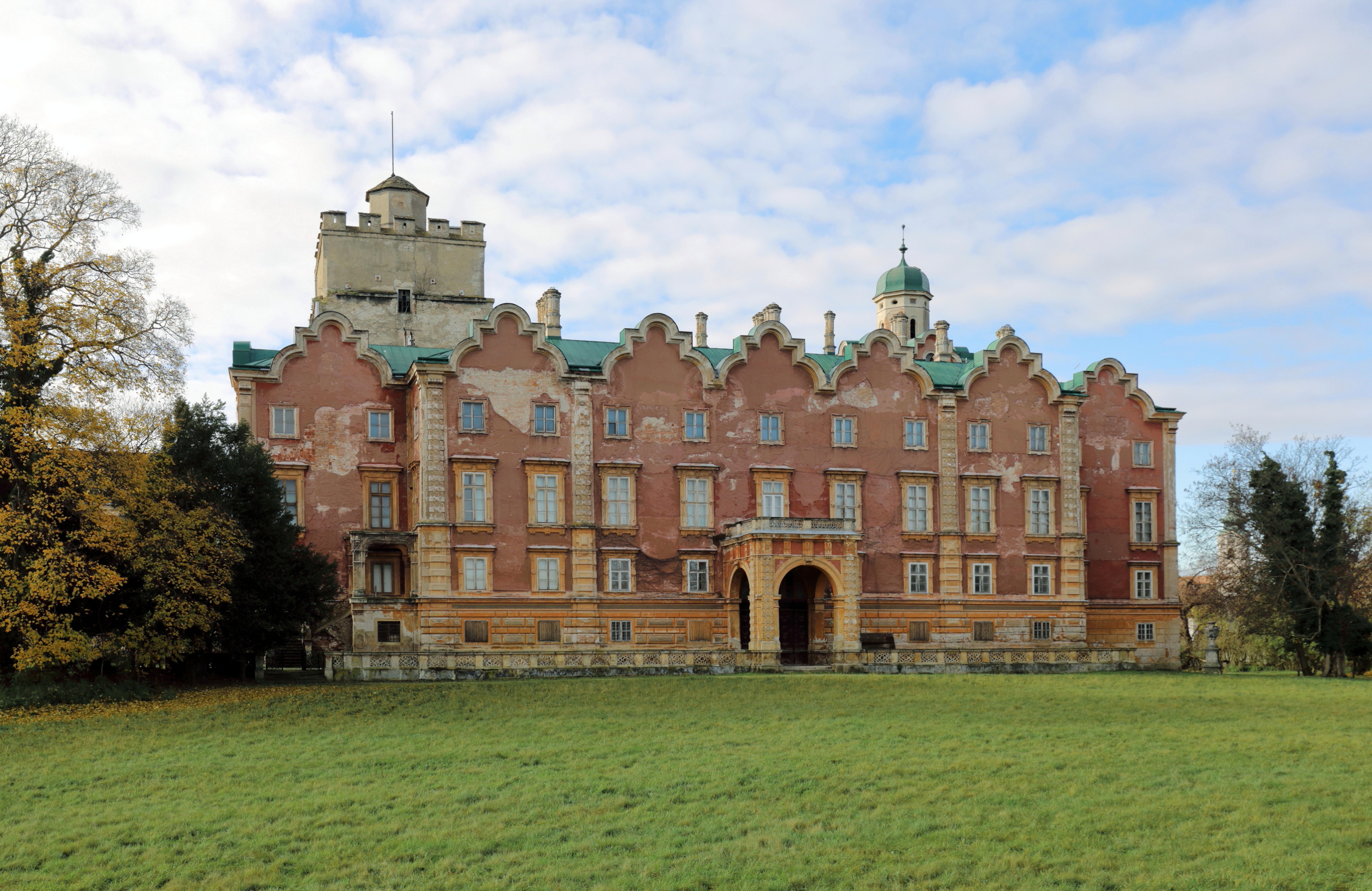
Facciata principale

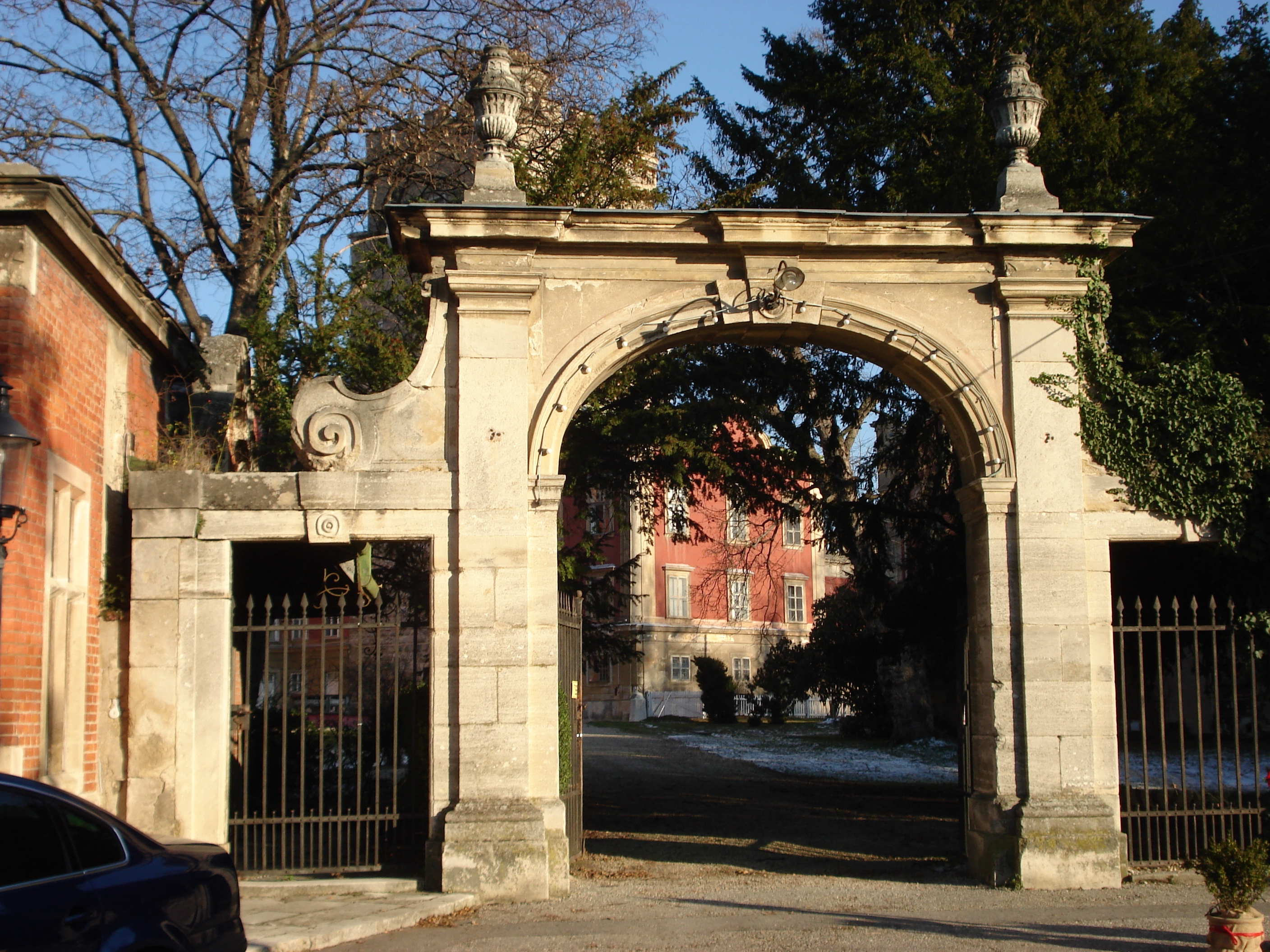
Cancello principale del castello

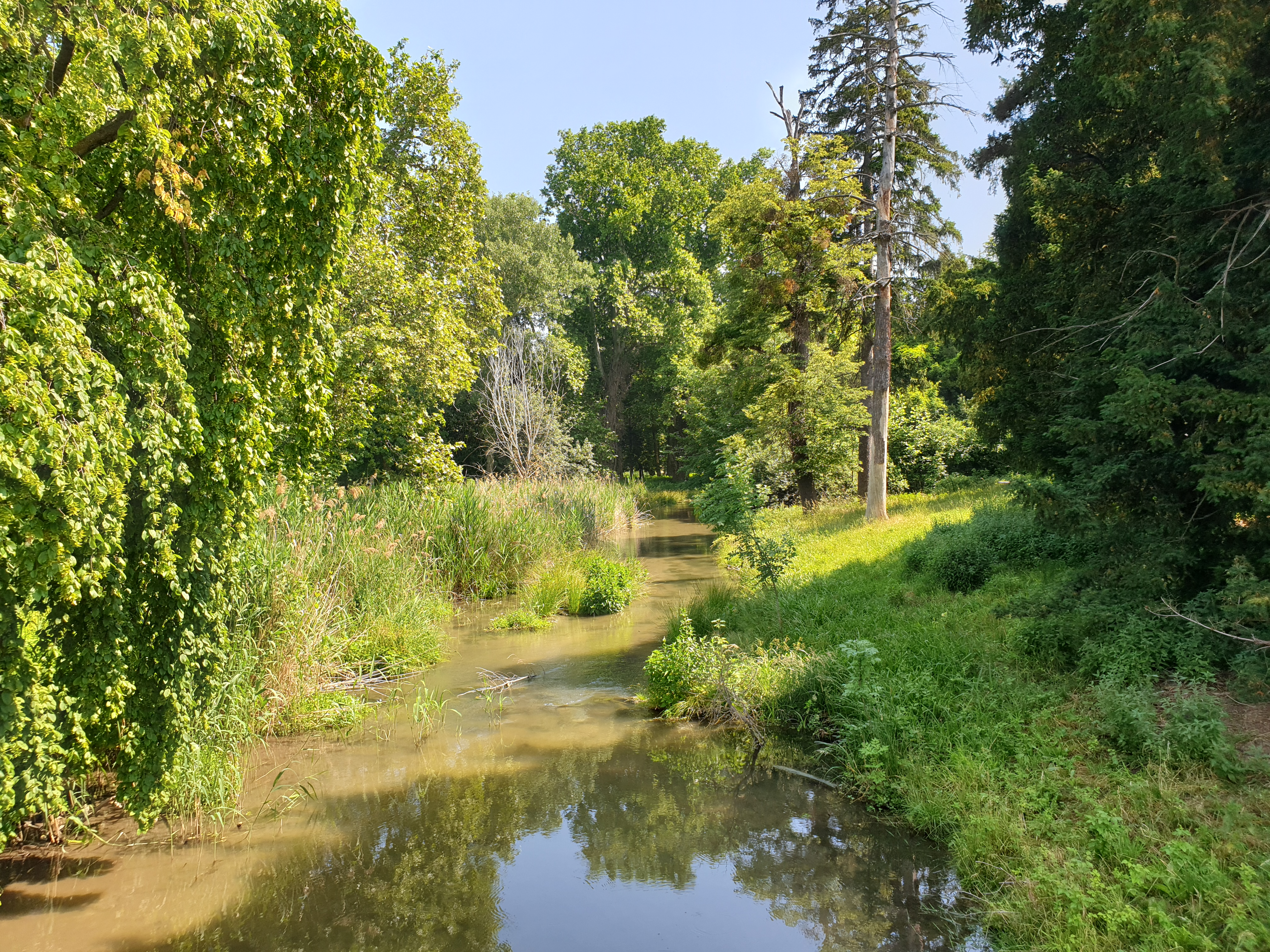
Parte del parco

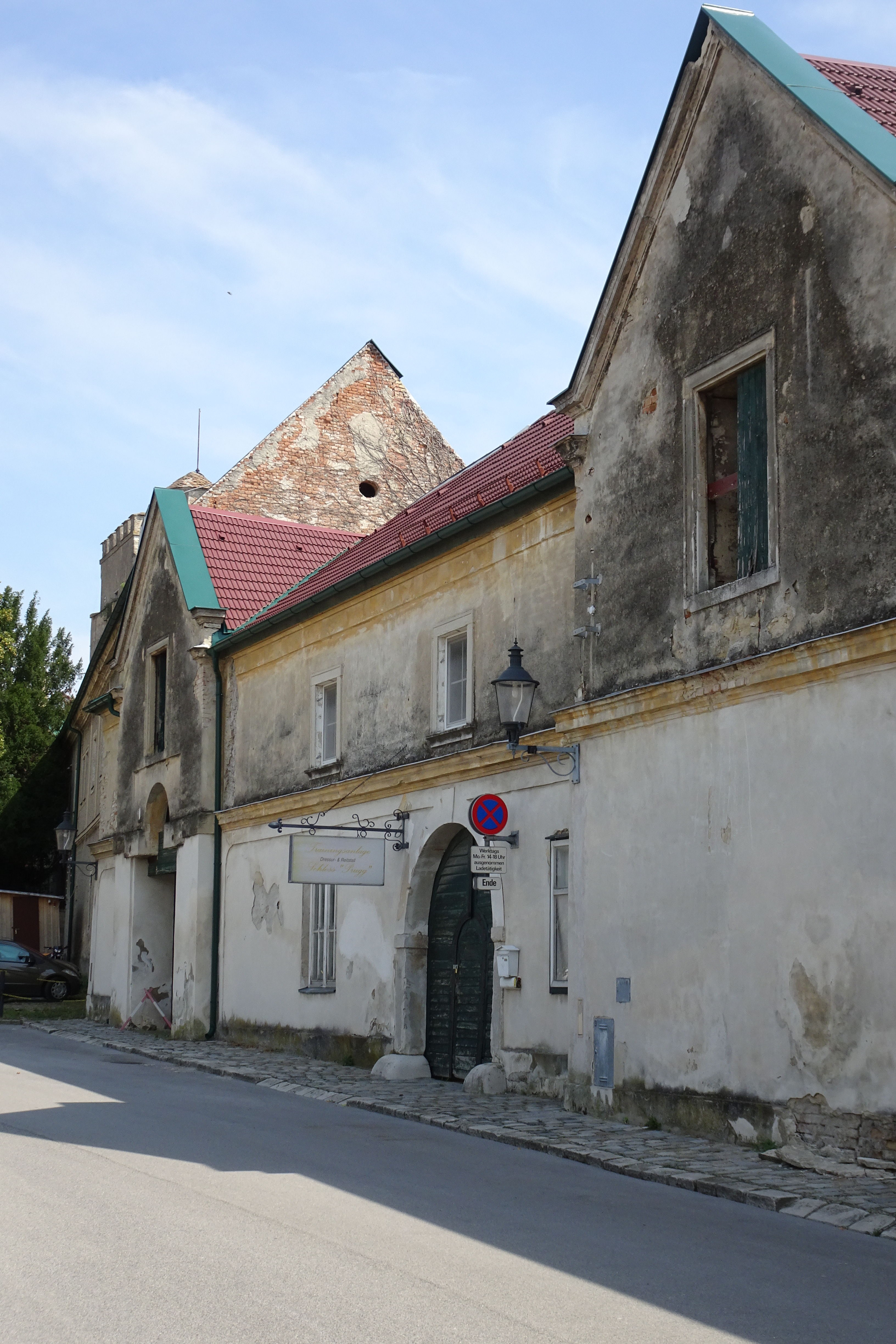
Edificio del maneggio

Il castello fu costruito nel XII secolo quando i signori locali furono prima i Vohburger e in seguito i conti di Sulzbach. Quando questi ultimi si estinsero, nel 1188, passò alla famiglia Freie von Lengenbach. Seguirono altri passaggi di proprietà e la prima citazione esplicita su un documento del castello dotato di fossato risale al 1242. Il responsabile della gestione del maniero era il capitano del castello che aveva il compito di difendere il territorio di confine e la cura anche per le necessarie spese di mantenimento era affidata a famiglie che si impegnavano allo scopo traendone vantaggi di vario genere. Le famiglie nobili locali coinvolte furono diverse come i Kuenringer, i Pottendorfer e i Trautmannsdorf. Il castello venne ripetutamente attaccato in periodi diversi da ungheresi, turchi e altri popoli vicini. Gli ungari invasero il territorio nel 1484 e il castello venne espugnato dopo un assedio di sei settimane. Già nel 1490 la città e il castello tornarono in possesso dell'imperatore Massimiliano I d'Asburgo. Nel 1529 venne nuovamente attaccato ed espugnato dalle truppe ottomane di Solimano il Magnifico. Circa trent'anni più tardi il dominio locale venne concesso al barone Leonardo IV von Harrach. Durante il XVII secolo venne conquistato da Carlo von Harrach, durante la Guerra dei Trent'anni, e a partire dal 1707 il castello venne ampiamente restaurato. I lavori continuarono per tutto il secolo e anche in quello seguente. Intorno al 1850 furono eretti i primi edifici romantici come il cancello e la casa del custode oltre all'abitazione in stile neogotico del guardaparco. Nel 1854 la famiglia von Harrach commissionò all'architetto inglese Charles Buckton Lamb una completa ristrutturazione in stile Tudor e l'operazione venne in gran parte terminata nel 1858. Il castello di Prugg è ancora di proprietà privata della famiglia von Harrach.

## Descrizione

### Castello
Il castello si trova nel comune austriaco di Bruck an der Leitha nell'omonimo distretto, in Bassa Austria, e nel corso dei secoli il suo aspetto ha subito notevoli modifiche. Alle due torri sono stati collegati due nuovi edifici corti. Il vecchio muro di cinta a sud è stato demolito ed ha lasciato spazio ad un cortile barocco. La facciata e molto semplice e i piani superiori si appoggiano su un alto basamento a fascia del piano terra. La ristrutturazione del XIX secolo si evidenzia con lo stile inglese che appare particolarmente evidente nei timpani curvi e ampi. Il fronte che si affaccia sul parco presenta sette frontoni curvi e venne trasformato in ala residenziale e collegato all'edificio principale da un muro coronato da merlature ornamentali. L'aspetto esterno mostra segni di leggera trascuratezza mentre gli interni conservano parte dei mobili risalenti al XVIII secolo. La sala da ballo al secondo piano mostra arazzi di Bruxelles di alta qualità del XVIII secolo che raffigurano le quattro stagioni. La galleria con i ritratti delle personalità della famiglia è ospitata in un'ala laterale. La pala d'altare nella cappella è attribuita a Johann Georg Schmidt e risale al 1721. Il castello non è aperto al pubblico.
Il castello di Prugg in Austria è un bene sottoposto a tutela artistica col numero 31413.

### Parco
Il parco è stato uno dei giardini più belli durante il periodo della monarchia ed è uno dei più ampi giardini della Bassa Austria. Dal XXI secolo è stato affittato dal comune che ne sta ripristinando l'aspetto originario anche se tutti o quasi gli edifici originali esterni, in legno, sono scomparsi. Il parco è aperto al pubblico e vi si svolgono varie manifestazioni ed eventi musicali.
Il maneggio che si trova nel parco del castello di Prugg in Austria è un bene sottoposto a tutela artistica col numero 10996.